# جوبالجانج
جوبالجانج رمزها «GO» (بالإنجليزية: Gopalganj)‏ ، هو تقسيم إداري لدولة الهند تتبع ولاية بيهار (بالإنجليزية: Bihar)‏ ، مركزها هو مدينة جوبالجانج (بالإنجليزية: Gopalganj)‏ عدد سكانها حسب تعداد سنة 2001 هو 2,558,037 ، مساحتها 2,033 كم² وكثافة السكان 1,258 لكل كم² .